# Mont-sur-Courville
Mont-sur-Courville é uma comuna francesa na região administrativa do Grande Leste, no departamento de Marne. Estende-se por uma área de 5.94 km², e possui 123 habitantes, segundo o censo de 2018, com uma densidade de 21 hab/km².